# Bergia occultipetala
Bergia occultipetala är en slamkrypeväxtart som beskrevs av Gregory John Leach. Bergia occultipetala ingår i släktet Bergia och familjen slamkrypeväxter. Inga underarter finns listade i Catalogue of Life.